# Шкельонок Микола Йосипович
Шкельонок Микола Йосипович (1899, c. Пекотине, Дісненський повіт, Вільнюська губернія — 1946) — білоруський громадський, військовий та політичний діяч, історик, журналіст.

## Життєпис
У 1932 закінчив Вільнюський університет, за освітою юрист. Один із засновників студентської організації «Скарынія» у Вільнюському університеті. Працював юристом у Вільнюсі.
З 1934 — член правління Білоруського інституту економіки та культури, а з 1935 — Президії Білоруського національного комітету у Вільнюсі. Брав участь у виданні журналів « Студэнцкая думка» та «Калоссе».
У 1936 став одним із засновників Білоруського національного фронту, членом редакції її органу — газети «Беларускі фронт».
15 червня 1940 незаконно перетнув литовсько-німецький кордон.
З 1940 — у Берліні.
Входив до складу керівництва Білоруського національного центру, редагував газету «Раніца» з березня 1942 — головний редактор.
Брав участь у роботі білоруських курсів у Празі та у складанні підручника з німецької мови для білорусів Петра Бакача.
З 1943 обіймав посаду першого віце-президента Білоруської центральної ради (БЦР), був редактором «Беларускай газеты», бюлетеня «Беларуская карэспандэнцыя». Учасник ІІ Загальнобілоруського конгресу в Мінську (червень 1944). Член Білоруської партії незалежності.
З липня 1944 в Берліні був 2-м секретарем БЦР. З березня 1945 — у Польщі.
У 1945 повернувся до Білорусі, щоб зміцнити організацію «Чорны кот».
Миколу Йосиповича прозвали «Скляний».
Був призначений командиром загону. Загін «Скляного» був відправлений на Борисівщину, але по дорозі загін потрапив у засідку, організовану радянськими спецслужбами.
Після запеклого бою вижили лише 7 із 32 бійців загону Шкельонка, а сам Микола Йосипович був важко поранений та заарештований радянськими органами державної безпеки.
За деякими даними, помер у мінській тюремній лікарні МДБ, за іншими, на початку 1946 засуджений до смерті.

## Твори
- 400-лецьце Літоўскага Статуту // Студэнцкая думка. № 1 (1930).
- Проба аналізы народнай гаспадаркі Беларусі з пункту гледжання яе эканамічнай самавыстарчальнасці // Студэнцкая думка. № 2 (1930).
- У трохсотыя ўгодкі смерці Вялікага канцлера Льва Сапегі // Гадавік Беларускага науковага таварыства. Сш. 1. Вільня, 1933. С. 17—45.
- Копныя суды ў Беларусі // Нёман. № 3-5 (1934).
- Падзел гісторыі Беларусі на перыяды // Запісы Беларускага навуковага таварыства. Вільня, 1938. С. 1—8.
- Тэрыторыя Беларусі і яе дагістарычнае насельніцтва // Калосьсе. Кн. 2-3 (1938).
- Сінтэза беларускай гісторыі // Калосьсе. Кн. 4 (1938). С. 233—237.
- Уводзіны да вывучэння гісторыі Беларусі (1938)
- Аб «тутэйшых» // Беларускі фронт, № 14 (15.07.1939)
- Да літоўска-беларускіх адносінаў // Беларускі фронт, № 16 (15.08.1939)
- Культурнае рабства // Калосьсе. Кн. 1 (1939).
- Эканамічны нарыс Беларусі. [Бэрлін]: Раніца, 1940.
- Беларускі народ уневажняе бяспраўныя пастановы. [Бэрлін], 1945.